# Автозаводська вулиця (Київ)
Автозаводська́ ву́лиця — вулиця в Оболонському районі міста Києва, місцевість Пріорка. Пролягає від вулиці Семена Скляренка, Резервної і Добринінської до Полярної вулиці. 
Прилучаються вулиці Казанська, Боровиковського, Попова, Шахтарська, Ярослава Івашкевича, Лугова, Радомишльська, Пріорська, Дубровицька, Берестецька, Миколи Гулака, Автозаводський провулок і вулиця Академіка Навашина.

## Історія
Вулиця виникла в середині XX століття під назвою 892-га Нова. Сучасна назва — з 1953 року. Згодом до неї приєднано більшу частину Старозабарської вулиці. Остання виникла в XIX столітті (назва — від місцевості Забара). Решту Старозабарської вулиці, що простяглася від Автозаводської (поблизу вулиці Пріорської) до вулиці Академіка Навашина і зберігала свою первісну назву, ліквідовано у 1983 році в зв'язку зі знесенням старої забудови.

## Установи та заклади

### Заклади науки та освіти
- Український державний геологорозвідувальний інститут (УкрДГРІ, № 78)
- Інститут надтвердих матеріалів імені В. М. Бакуля НАН України (№ 2)

### Медичні заклади
- Протитуберкульозний диспансер № 1 (№ 68)

### Промисловість
- Третій Київський авторемонтний завод (№ 76)

## Пам'ятники та меморіальні дошки
Будинок № 2, в якому розташований Інститут надтвердих матеріалів, є пам'яткою історії. У ньому працювали в 1956–1978 роках Герой Соціалістичної Праці (1963), засновник і перший директор інституту Валентин Бакуль, а в 1960–1970 роках — Максим Бабич. На будинку встановлені меморіальні дошки: 
- з нагоди випуску перших синтетичних алмазів (1961)
- на честь Валентина Бакуля (барельєф; бронза, граніт; відкрито у 1979 році, скульптор О. Кошовий)
- на честь Максима Бабича.

## Зображення

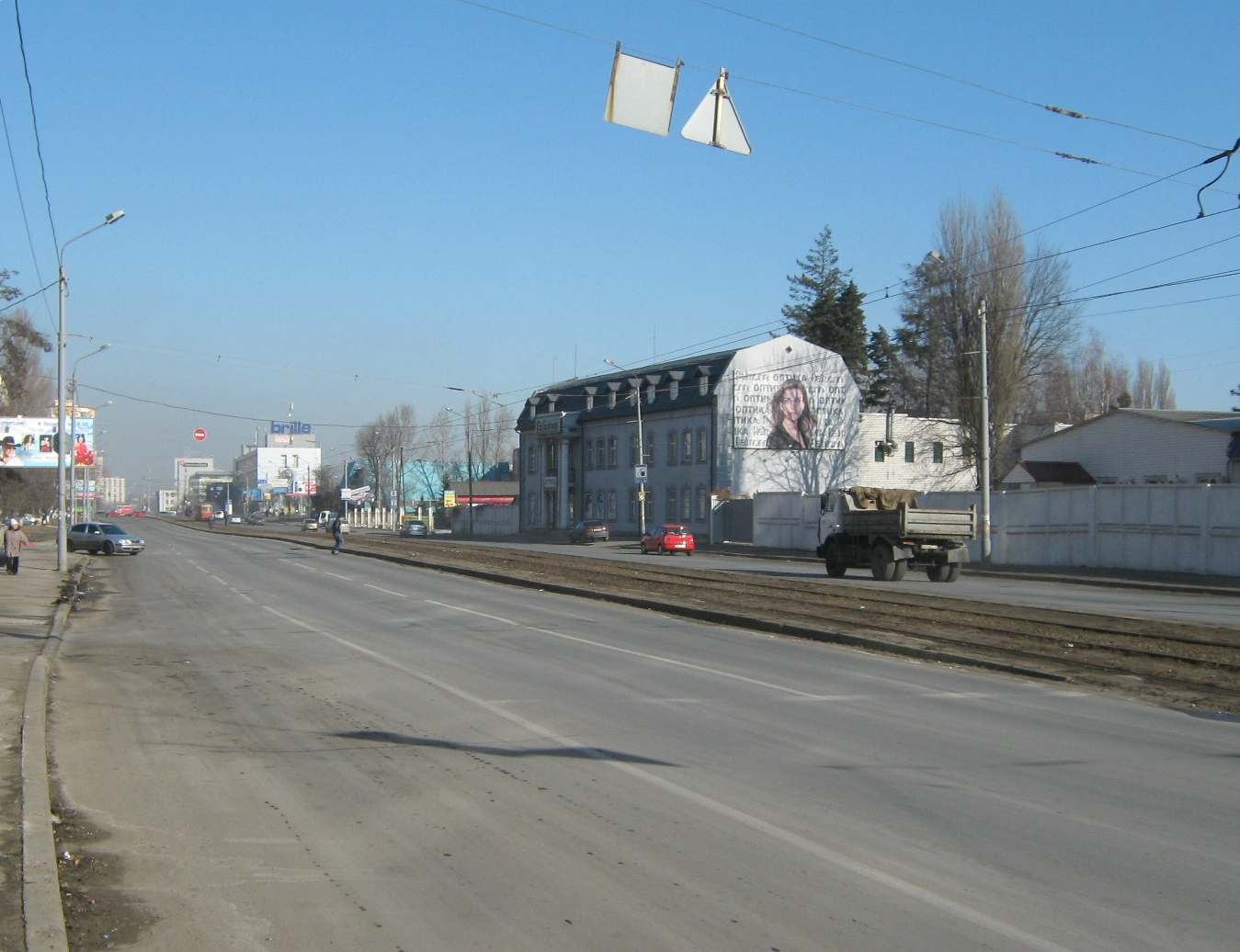
Автозаводська вулиця
Меморіальна дошка Валентинові Бакулю на будівлі Інституту надтвердих матеріалів ім. В. М. Бакуля (буд. № 2)
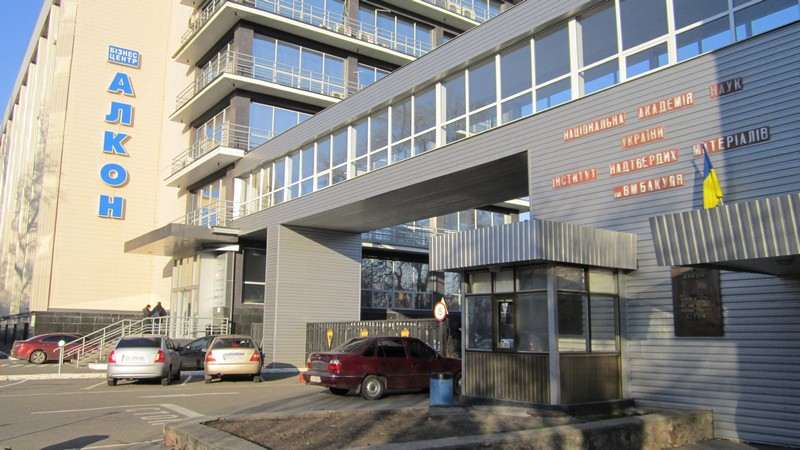
Головний вхід до Інституту надтвердих матеріалів ім. В. М. Бакуля (буд. № 2)
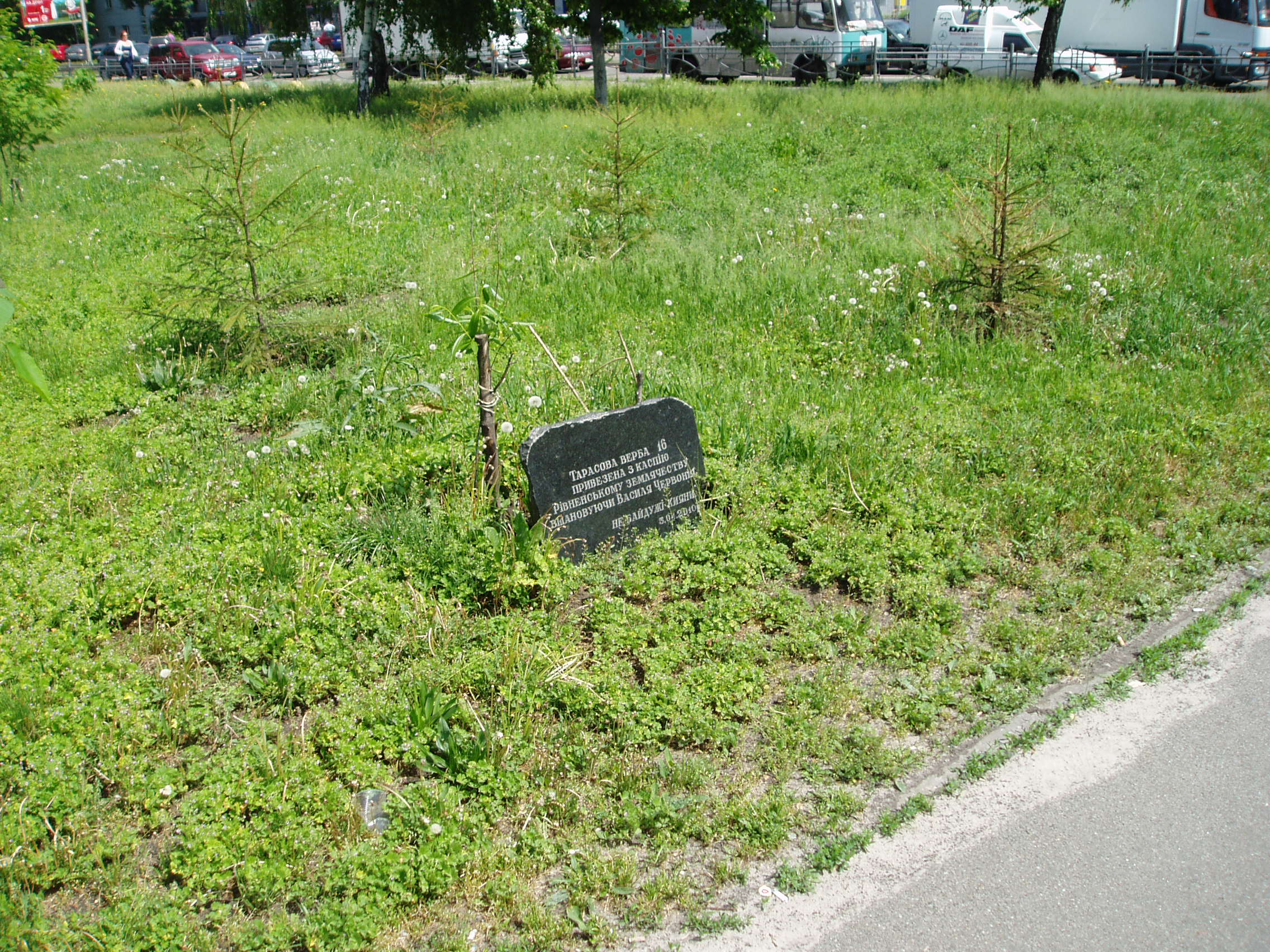
Пам'ятна плита біля Тарасової верби. Перехрестя вулиць Автозаводської та Ярослава Івашкевича
Двоповерховий голубник у дворі будинку № 25-Б
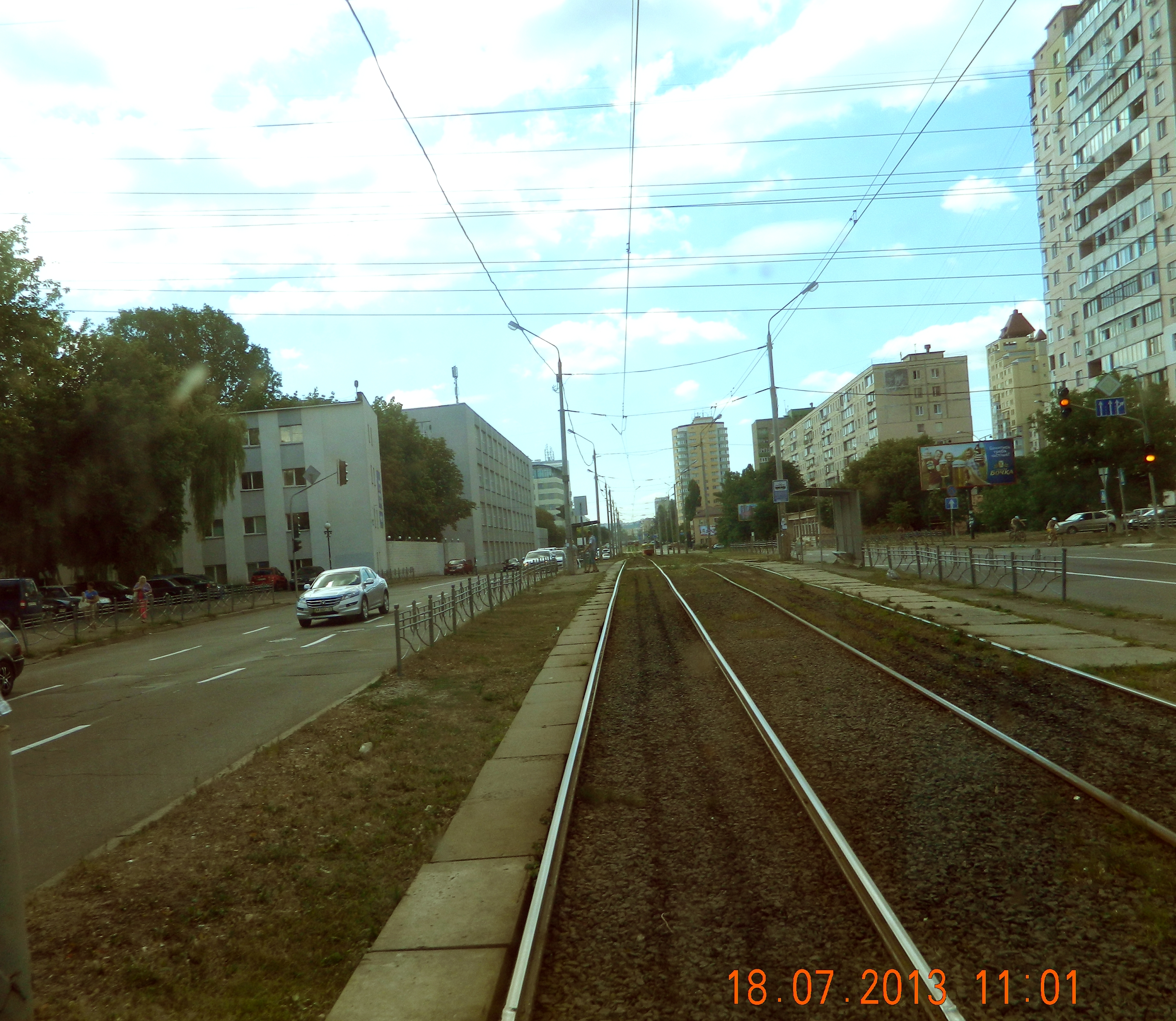
Автозаводська вулиця між вулицями Дубровицькою та Пріорською